# VfB Herzberg 68
VfB Herzberg 68 is een Duitse voetbalclub uit Herzberg, Brandenburg.

## Geschiedenis
De club werd in 1907 opgericht als FC Viktoria. In 1908 werd de naam gewijzigd in VfB 07 Herzberg. Op 14 augustus 1910 speelde de club een vriendschappelijke wedstrijd tegen BFC Stern 1889, die ze met 6-1 verloren. 
De club sloot zich aan bij de Midden-Duitse voetbalbond aan en speelde vanaf 1911 in de competitie van Elbe-Elster. Na 1919 werd de competitie ondergebracht in de Kreisliga Nordwestsachsen, waar de Elbe-Elster competitie als tweede klasse fungeerde. Na 1923 werd de Kreisliga afgevoerd en de competitie als Gauliga Elbe-Elster terug opgewaardeerd tot hoogste klasse. Na een reeks plaatsen in de middenmoot en subtop kon de club in 1930 eindelijk kampioen worden. De club plaatste zich zo voor de Midden-Duitse eindronde, maar kreeg daar wel een 9-2 draai om de oren van Riesaer SV 03. Na nog twee derde plaatsen eindigde de club in 1933 op een vijfde plaats. 
Na 1933 werd de competitie geherstructureerd. De Midden-Duitse bond werd ontbonden en de vele competities werden vervangen door de Gauliga Mitte en Gauliga Sachsen. De clubs uit Elbe-Elster werden te licht bevonden voor zowel de Gauliga Mitte als de Bezirksklasse Halle-Merseburg, die de nieuwe tweede klasse werd. De club ging nu in de 1. Kreisklasse Elbe-Elster spelen en slaagde er niet meer in te promoveren. 
Na de Tweede Wereldoorlog werd de club heropgericht als SG Herzberg. In 1951 werd de naam BSG Traktor Herzberg aangenomen. In 1968 werd de club omgevormd tot BSG Herzberg 68. Na de Duitse hereniging werd de naam gewijzigd in VfB Herzberg 68.

## Erelijst
Kampioen Elbe-Elster
1930